# Schwyz (kanton)
Schwyz (gsw. Schwyz; fr. Schwytz, Schwyz; wł. Svitto; rm. Sviz) – kanton w środkowej Szwajcarii. Jego stolicą jest gmina Schwyz. Językiem urzędowym kantonu jest język niemiecki.

## Geografia
W obrębie, bądź na granicach kantonu znajdują się liczne jeziora, takie jak: Jezioro Czterech Kantonów, Jezioro Zuryskie, Zugersee i inne.
Teren kantonu jest raczej wyżynny niż górski, co tworzy dobre warunki dla rolnictwa. Najwyższym szczytem jest Ortstock (2 716 m n.p.m.).

## Historia
1 sierpnia 1291 Schwyz był jednym z kantonów założycielskich Konfederacji Szwajcarskiej (współzałożycielami zostały również kantony Uri i Unterwalden). Schwyz objął przywództwo nad Związkiem w początkowej fazie jego funkcjonowania i to od jego nazwy pochodzi niemiecka nazwa całego państwa – „Schweiz”, czyli Szwajcaria.

## Gospodarka
Na terenie kantonu rozwinął się przemysł maszynowy, metalowy, drzewny oraz włókienniczy. 

## Demografia
Językami z najwyższym odsetkiem użytkowników są:
- język niemiecki – 88,4%
- język włoski – 2,9%
- język francuski – 2,1%[3].

## Podział administracyjny
Kanton składa się z sześciu okręgów (Bezirk), które dzielą się na 30 gmin (Gemeinde):
| Nazwa okręgu | Liczba mieszkańców 31 grudnia 2021 | Powierzchnia km² | Liczba gmin |
| ------------ | ---------------------------------- | ---------------- | ----------- |
| Einsiedeln   | 16 253                             | 98,93            | 1           |
| Gersau       | 2 384                              | 14,36            | 1           |
| Höfe         | 29 545                             | 37,60            | 3           |
| Küssnacht    | 13 809                             | 29,39            | 1           |
| March        | 45 151                             | 176,74           | 9           |
| Schwyz       | 56 547                             | 494,32           | 15          |